# Snabbstekning

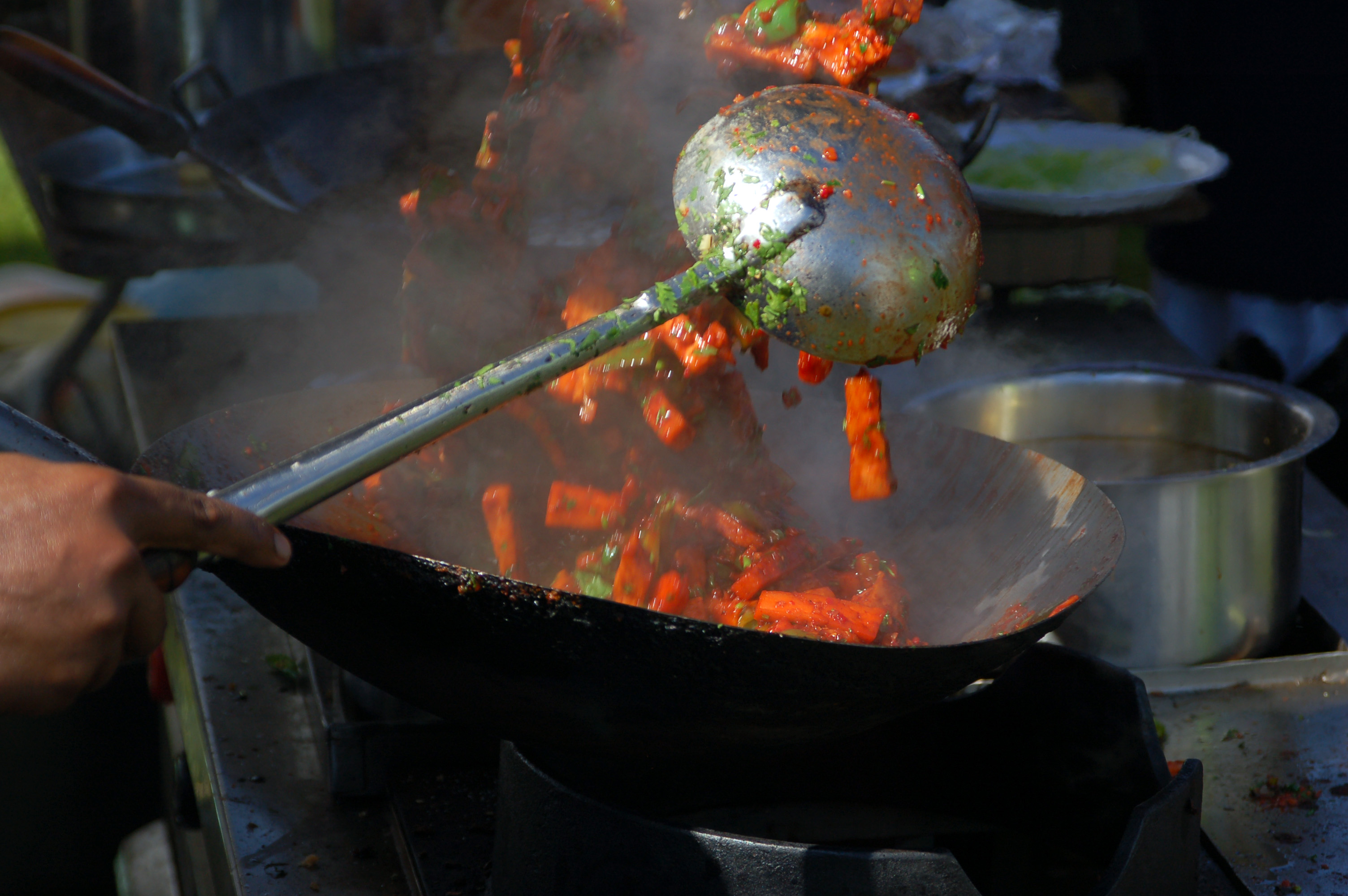
Snabbstekning (爆 bào) i en wok

Snabbstekning (kinesiska: 炒, pinyin: chǎo) eller wokning är sedan Tangdynastin en i Kina vanligt förekommande matlagningsteknik som på senare tid vunnit i popularitet även utanför det kinesiska köket.
Ingredienserna skärs i små bitar som sedan hastigt steks under omrörning och/eller kast i en mycket varm kupad stekgryta, wok, eventuellt med lite vätska tillsatt på slutet. En liknande teknik som använder en ännu hetare panna heter på kinesiska bào (爆) men översätts också till snabbstekning. Snabbstekningstekniken kom till Kina från Centralasien och tillåter tillagning med mycket lite bränsle, en fördel även i stora delar av Kina.

## Snabbstekning utanför Kina
Metoden har, troligtvis från Kina, spritts till angränsande länder som Thailand, Korea, Japan, Vietnam, Indonesien och Malaysia. Nationella och lokala variationer förekommer, exempelvis skärs ingredienser i Kina som regel i lika stora delar som steks olika lång tid medan man i Thailand ofta skär dem olika stora så att de blir klara efter lika lång tid i grytan.
Med kinesiska migranter och speciellt i takt med Kinas ekonomiska frammarsch har snabbstekning blivit betydligt vanligare även utanför kinarestauranger. Wokning som den vanligen förekommer i svenska hem skiljer sig från kinesisk framförallt i betydligt lägre stektemperatur och motsvarande längre tillagningstid.
Att kalla snabbstekning och snabbstekta rätter för "wok" är ett icke-kinesiskt språkbruk.